# Lynn Thorndike
Pour les articles homonymes, voir Thorndike.
Lynn Thorndike, né le 24 juillet 1882 à Lynn (Massachusetts) et décédé le 28 décembre 1965 au Columbia University Club à New York, est un historien américain, spécialiste des sciences du Moyen Âge.
Son ouvrage principal est A History of Magic and Experimental Science (Une histoire de la magie et de la science expérimentale) en 8 volumes (1923–58), qui s'étend du début du christianisme au début de l'Europe moderne.

## Biographie et carrière
Il commence à enseigner l'histoire médiévale à l'université Northwestern en 1907. De 1909 à 1924 il est à l'université Case Western Reserve, puis à l'université Columbia jusqu'à sa retraite en 1950. Il continue à publier durant une dizaine d'années. Il est élu président de la American Historical Association pour l'année 1955, et en 1957 il reçoit la médaille George Sarton de la History of Science Society.
Il est le frère d'Edward L. Thorndike, psychologue et universitaire américain et d'Ashley Horace Thorndike (en), spécialiste de Shakespeare.